# Милославская (Вологодская область)
Милославская — упразднённая деревня в Великоустюгском районе Вологодской области. Входила в состав Покровского сельского поселения, с точки зрения административно-территориального деления — в Покровский сельсовет. Исключена из учётных данных в 2024 году.

## География
Расстояние по автодороге до районного центра Великого Устюга — 54 км, до центра муниципального образования Ильинского — 24 км. Ближайшие населённые пункты — Холмец, Старое Завражье, Новое Завражье.

## Население
| 2002 | 2010 | 2013 | 2014 |
| ---- | ---- | ---- | ---- |
| 0    | →0   | →0   | →0   |

По данным переписи в 2002 году постоянного населения не было.